# Соціальна ізоляція
Соціа́льна ізоля́ція — соціальне явище, при якому відбувається усунення індивіда або соціальної групи від інших індивідів або соціальних груп в результаті припинення або різкого скорочення соціальних контактів і взаємодій.
Соціальна ізоляція поділяється на примусову і непримусову.
Примусова — суспільство ізолює індивіда або соціальну групу (створені на основі кримінальних субкультур або контркультур) в місця позбавлення волі.
Непримусова — ізоляція індивіда або групи відбувається: 1) за власним (переконанням) бажанням; 2) через вплив суб'єктивних факторів.